# Wilhelm Engerth

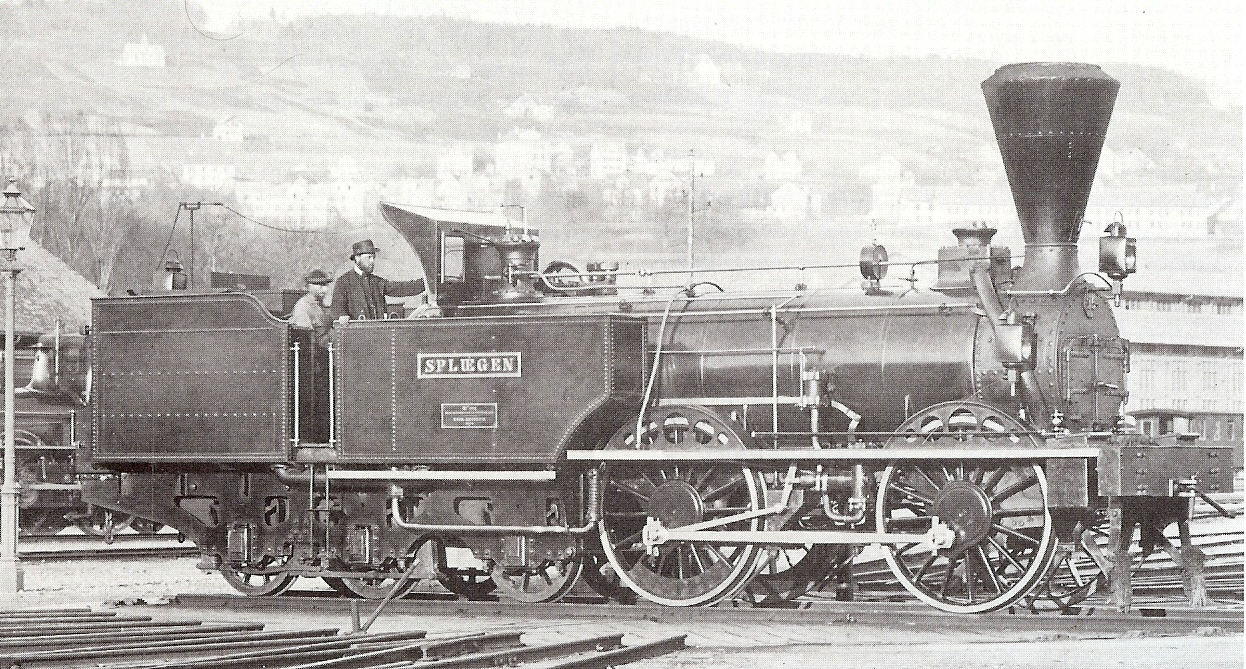
Lokomotywa Engertha, ok. 1880

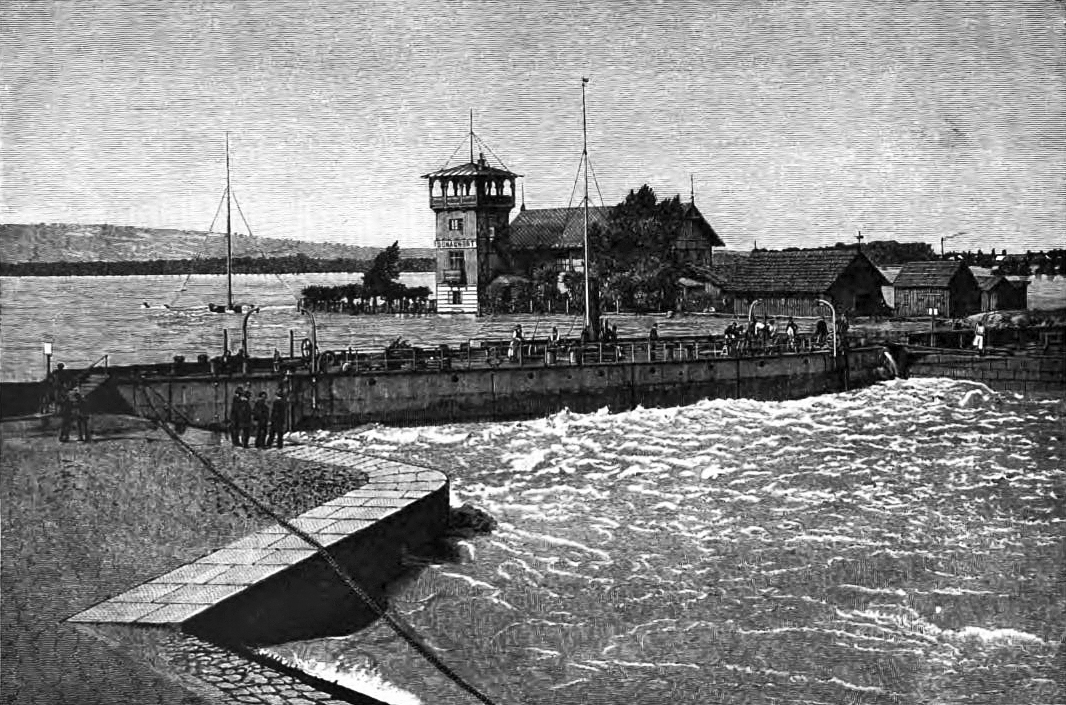
Schwimmtor Engertha w wiedeńskim Nussdorfie, 1890. Obiekt został zniszczony podczas II wojny światowej

Wilhelm Engerth (ur. 26 maja 1814 w Pleß, zm. 4 września 1884 w Baden) – austriacki architekt i inżynier, budowniczy parowozu wieloczłonowego (parowóz Engertha) dla potrzeb pierwszej linii normalnotorowej kolei górskiej w Europie – linii kolejowej Semmering, budowniczy specjalnych barier pływających tzw. Schwimmtor, zapobiegających przedostawaniu się lodu z Dunaju do kanału w Wiedniu i związanym z tym powodziom.

## Życiorys
Wilhelm Engerth urodził się 26 maja 1814 roku w Pleß w rodzinie Josefa Engertha (1775–1828) malarza i kustosza hrabiego von Anhalt-Köthen na ziemi pszczyńskiej. Jego brat Eduard von Engerth (1818–1897) był malarzem portretów historycznych.
Engerth studiował budownictwo i architekturę na politechnice wiedeńskiej, gdzie następnie pracował jako asystent w katedrze mechaniki. W 1844 roku objął stanowisko profesora na uczelni zawodowej FH Johanneum w Grazu.
W 1850 roku został powołany na członka rady technicznej Dyrekcji Generalnej ds. Komunikacji, gdzie zajął się budową parowozu wieloczłonowego dla potrzeb pierwszej linii normalnotorowej kolei górskiej w Europie – linii kolejowej Semmering. Linia Semmring wymagała budowy nowej lokomotywy, zdolnej do prowadzenia pociągu w ostrych zakrętach i przy wysokim nachyleniu terenu. W 1850 roku cztery firmy przystąpiły do konkursu, jednak żaden z ich projektów nie mógł sprostać wymogom eksploatacji. Promień łuku górskiego toru kolejowego był mały, a parowozy, by mieć odpowiednią moc na trasę górską były ciężkie i długie. Osie w ostoi były osadzone sztywno, co powodowało wykolejanie. Wyzwaniem była taka budowa parowozu, by był on na tyle elastyczny by pokonać ciasne łuki, a jednocześnie na tyle sztywny, by przy większych prędkościach zagwarantować spokojną jazdę. Engerth, wykorzystując najlepsze pomysły z wcześniejszych projektów, stworzył odpowiedni parowóz wieloczłonowy (parowóz Engertha) i natychmiast podjęto produkcję 26 lokomotyw. System parowozowy Engertha sprawdził się na trudnej linii górskiej i wkrótce wprowadzono go na liniach kolejowych w Austrii oraz zagranicą w Belgii, Francji i Szwajcarii.
W latach 1853–1855 Engerth kierował działem mechaniki kolei w austriackim ministerstwie handlu. W 1860 roku, urlopowany z ministerstwa, objął kierownictwo działu maszynowego Cesarsko-Królewskich Kolei Państwowych, gdzie doszedł do stanowiska zastępcy dyrektora generalnego.
Engerth był jednym z najgorliwszych zwolenników uregulowania koryta Dunaju. W 1867 roku został powołany do komisji ds. uregulowania Dunaju, gdzie m.in. promował budowę stabilnych mostów oraz budowę systemu żeglugi, pozwalającego jednocześnie na ochronę wiedeńskiego kanału przed naporem wiosennego lodu i powodzią. Opracował m.in. projekt specjalnych barier pływających tzw. Schwimmtor, które zainstalowano w Nussdorf w celu ochrony Wiednia przed powodzią. W 1873 roku został mianowany na wyższego urzędnika, radcę Hofrat. Wspierał budowę tunelu kolejowego pod górą Arlberg, by umożliwić transport przez przełęcz Arlberg w warunkach zimowych.
Engerth reprezentował interesy monarchii austriackiej na wystawach światowych i w 1873 roku kierował budową hal wystawienniczych na wystawę w Wiedniu. Od 1874 roku zasiadał w wyższej izbie austriackiej Rada Państwa (Austria) – Izbie Panów (niem. Herrenhaus). W 1875 roku w uznaniu zasług otrzymał tytuł Freiherr. Engerth był przewodniczącym Austriackiego Zrzeszenia Inżynierów i Architektów.
Zmarł 4 września 1884 w Baden.

## Publikacje
Wybór za Neue Deutsche Biographie:
- Die Lokomotive der Staatseisenbahn über dem Semmering, 1854
- Das Schwimmtor zur Absperrung des Wiener Donaukanals, 1884
- wiele publikacji na temat konstrukcji lokomotywy górskiej o osi kolejowych w Zeitschrift des Österreichischen Ingenieur- und Architekten-Vereins i innych czasopismach fachowych

## Odznaczenia
- 1854 – Order Leopolda[7]